# Marinebrigade Ehrhardt

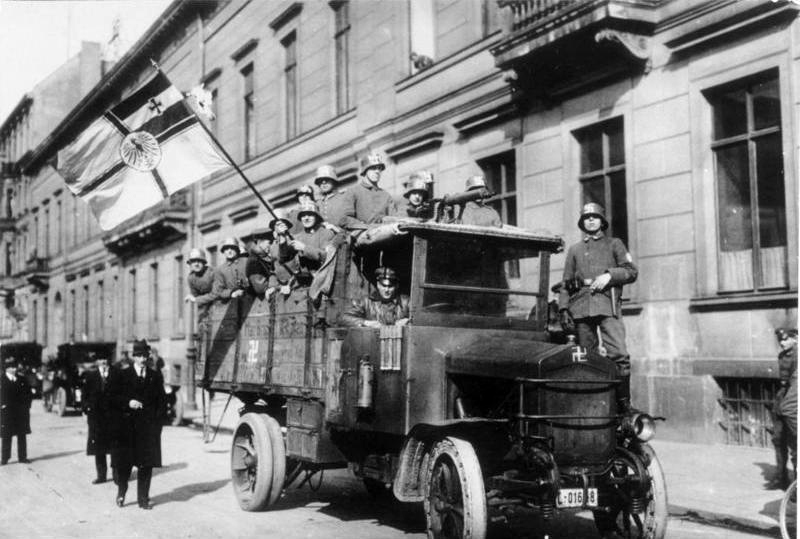
Medlemmar ur Marinebrigade Ehrhardt i samband med Kappkuppen år 1920.

Marinebrigade Ehrhardt eller Brigade Ehrhardt var en tysk frikår, aktiv 1919–1920. Frikåren bildades av kapten Hermann Ehrhardt med uttalat syfte att bekämpa kommunismen. År 1920 deltog Marinebrigade Ehrhardt i den misslyckade Kappkuppen.

## Medlemmar i urval
- Curt von Gottberg
- Erik Hansen
- Karl Kaufmann
- Manfred von Killinger
- Friedrich-Wilhelm Krüger
- Karl-Jesco von Puttkamer
- Ernst von Salomon
- Otto Schniewind
- Julius Schreck

### Webbkällor
- Thoß, Bruno. ”Brigade Ehrhardt, 1919/20” (på tyska). Historisches Lexikon Bayerns. Arkiverad från originalet den 19 februari 2013. https://www.webcitation.org/6EYeSSYIf?url=http://www.historisches-lexikon-bayerns.de/artikel/artikel_44457. Läst 19 februari 2013.